# FIAT Torino (pallanuoto)

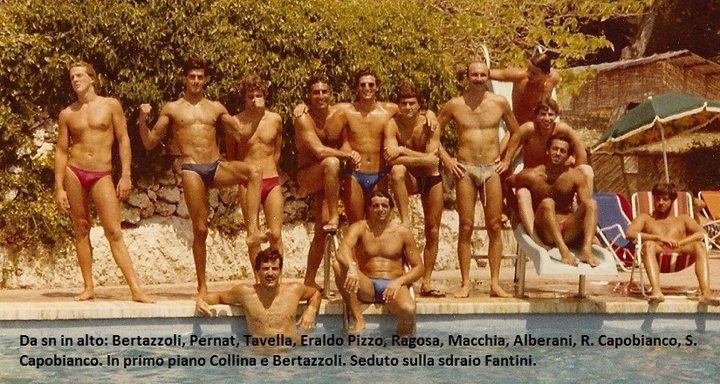
I pallanuotisti della Fiat Sisport Ricambi Torino a fine anni 1970

La FIAT Torino, dal 1979 Sisport Fiat Ricambi, è stata una società di pallanuoto italiana, parte della polisportiva Sisport.  

## Storia
Ha partecipato a sei edizioni del campionato di Serie A, raggiungendo i migliori risultati nel 1971 e nel 1980, classificandosi al 2º posto. Al termine di quest'ultimo campionato cessò l'attività e la sua eredità venne raccolta da una nuova società, Torino '81,  attualmente militante in Serie A2.

## Cronistoria
- 1969 - in Serie B, promosso in Serie A
- 1970 - 5º in Serie A
- 1971 - 2º in Serie A
- 1972 - 10º in Serie A, retrocesso in Serie B
- 1973 - in Serie B
- 1974 - in Serie B
- 1975 - in Serie B, Girone A, promosso in Serie A
- 1976 - 11º in Serie A, retrocesso in Serie B
- 1977 - in Serie B, Girone A
- 1978 - in Serie B, Girone A, promosso in Serie A
- 1979 - 5º in Serie A (Sisport Fiat Ricambi)
- 1980 - 2º in Serie A (Sisport Fiat Ricambi)

Per le stagioni successive, vedi la cronistoria di Torino '81.

## Palmarès

### Trofei nazionali
- Trofeo del Giocatore: 1

1978
- Campionato italiano Juniores B: 3

1975, 1977, 1978